# Shō (Fluss)
Der Shō (jap. 庄川 Shō-gawa) ist ein Fluss in den japanischen  Präfekturen Gifu und Toyama.
Der Fluss entspringt am Eboshi-dake (烏帽子岳) in der Präfektur Gifu und dem Yamanaka-Pass und mündet in der Toyama-Bucht ins Japanische Meer.
Er hat eine Länge von 115 km und wird als Fluss 1. Ordnung eingestuft.

## Geschichte
Der Shō wurde zur Edo-Zeit Ogami (雄神川) genannt. Bei einer Überschwemmung am 11. Juli 1934  wurden 20 Menschen getötet, 94 Häuser weggespült und 5418 Häuser beschädigt.

## Tourismus
Der Shō ist bei Anglern beliebt. Die Saison dauert etwa von März bis Ende September.

## Galerie

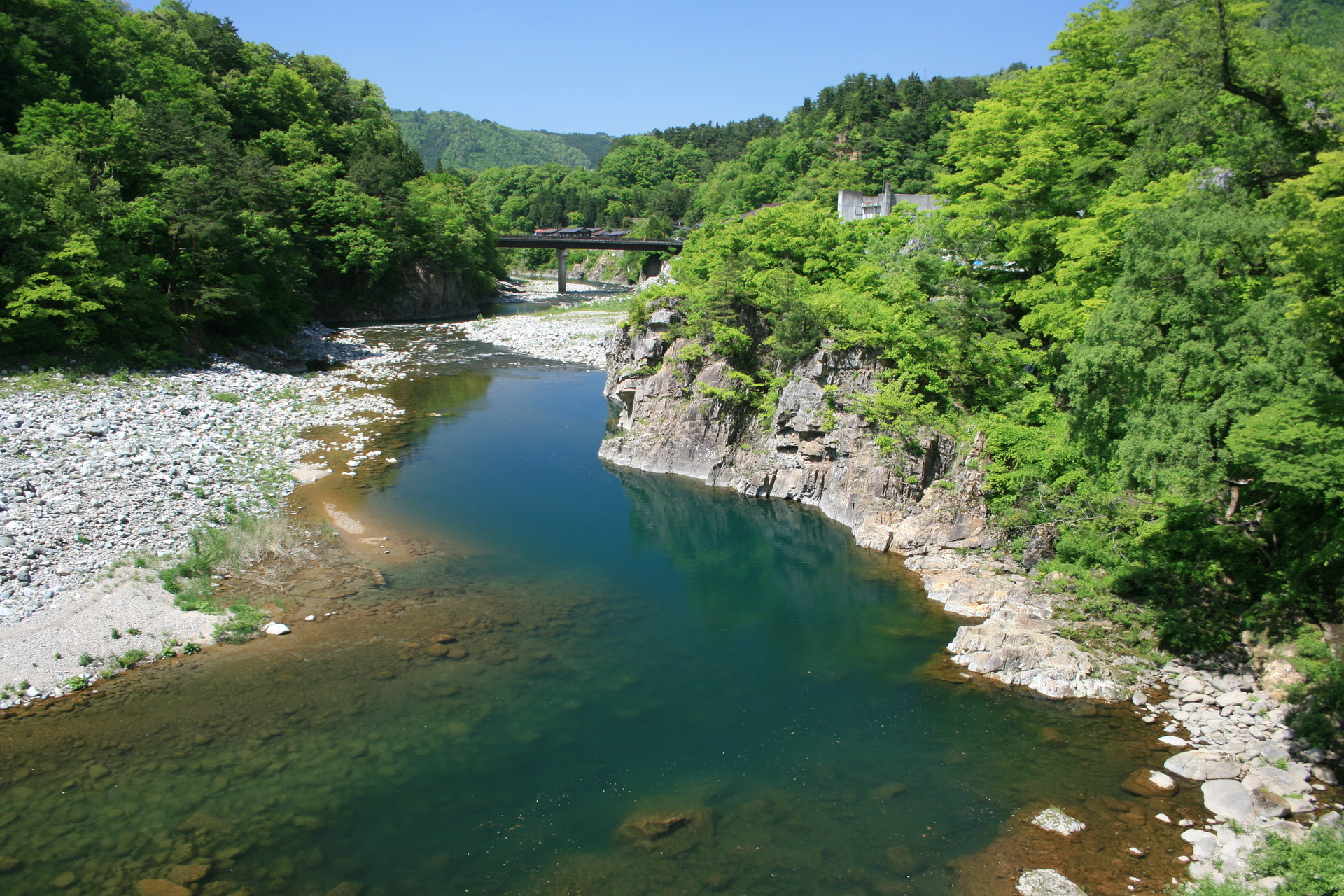
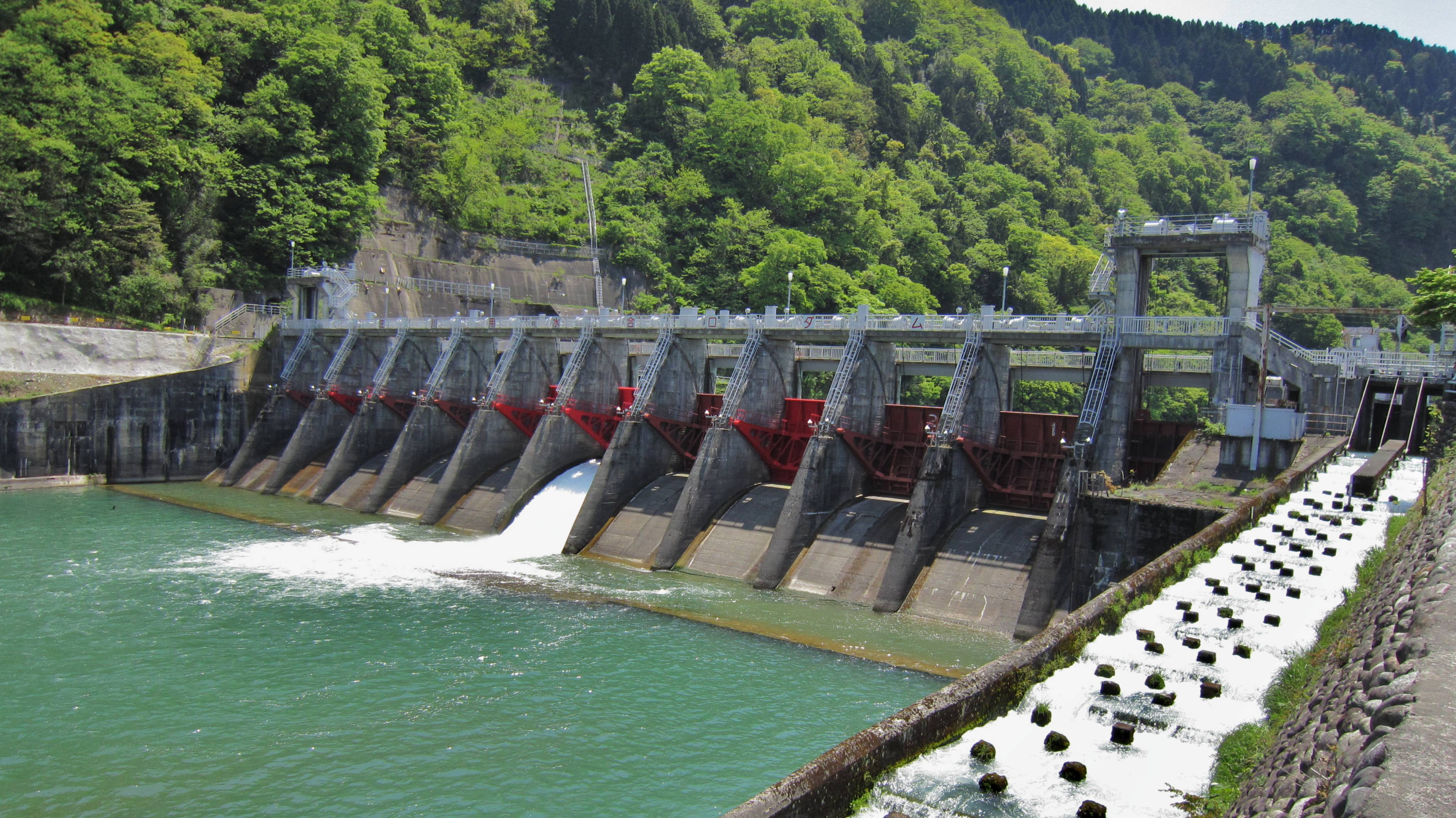
Gōkuchi-Damm (庄川合口ダム)